# Maya Bothe
Maya Bothe (* 1978 in Braunschweig) ist eine deutsche Schauspielerin.

## Leben
Maya Bothe, die in Braunschweig aufwuchs und am Gymnasium Raabeschule ihr Abitur absolvierte, erhielt ihre Ausbildung von 2002 bis 2005 an der Westfälischen Schauspielschule Bochum. Erste Bühnenerfahrungen machte sie in den Jahren 1993 bis 1997 in Kinderrollen am Staatstheater Braunschweig.
Ein erstes Engagement nahm sie 2005 am Schauspielhaus Bochum an. Dort spielte sie unter der Regie von Thomas Dannemann in William Shakespeares Stück Ein Sommernachtstraum die Helena. 2006 war sie wieder am Staatstheater Braunschweig engagiert und wechselte im selben Jahr an das Theater in der Josefstadt in Wien, wo sie bis 2008 in Die Möwe von Tschechow und in Gefährliche Liebschaften nach dem Roman von Pierre-Ambroise-François Choderlos de Laclos unter der Regie von Janusz Kica auftrat.
Daneben steht sie seit 2004 auch vor der Kamera. Noch als Schauspielschülerin trat sie im Spielfilm Der freie Wille auf. Es folgten Rollen in Fernsehserien wie Das Duo, Tatort und Kommissar Stolberg auf. Besondere Bekanntheit erlangte sie durch die Hauptrolle der Kommissarin Alex Keller, die sie von 2009 bis 2013 an der Seite von Christian Berkel und Frank Giering, bis zu dessen Tod, in der Fernsehserie Der Kriminalist verkörperte.

## Filmografie (Auswahl)
- 2006: Das Duo – Unter Strom
- 2006: Der freie Wille
- 2006: Das Duo – Auszeit
- 2006: Die Familienanwältin (2 Folgen)
- 2007: … denn böse Menschen kennen keine Lieder (Kurzfilm)
- 2007: Tatort (Folge: Nachtgeflüster)
- 2008: Kommissar Stolberg (Folge: Blutgrätsche)
- 2009, 2023: SOKO Köln (Folgen: Wer sich in Gefahr begibt, Lieber Gott, lass Abend werden)
- 2009–2013: Der Kriminalist (30 Folgen)
- 2011: Alarm für Cobra 11 – Die Autobahnpolizei (Folge: In der Schusslinie)
- 2011: Bastard
- 2014: Der Staatsanwalt – Vaterliebe
- 2014: Die Lügen der Sieger
- 2015: Kreuzfahrt ins Glück – Hochzeitsreise nach Montenegro
- 2016: Auf Augenhöhe (Kino-Spielfilm), Regie: Evi Goldbrunner, Joachim Dollhopf
- 2016: Der Island-Krimi: Tod der Elfenfrau (TV), Regie: Till Endemann[3]
- 2016: Der letzte Cowboy – Mutterliebe
- 2017: Rentnercops – Immer wieder geht die Sonne auf
- 2017: Familie Dr. Kleist (Folge: Falsche Tatsachen)
- 2017: SOKO Stuttgart (Folge: Die Akte Jo)
- 2017: SOKO Wismar (Folge: Tödliche Nähe)
- 2017, 2023: Alarm für Cobra 11 – Die Autobahnpolizei (Folgen: Freier Fall, Unversöhnlich)
- 2018: Letzte Spur Berlin (Folge: Schöner Wohnen)
- 2018: In aller Freundschaft – Verschüttet
- 2019: Pastewka (2 Folgen)
- 2019: Die Spur der Mörder (Regie: Urs Egger)
- 2020: Wilsberg – Vaterfreuden
- 2021: Der Staatsanwalt – Tod im Teich
- 2022: Bettys Diagnose (Folgen: Wagnisse, Gefunden)